# Alte Möllenvogtei

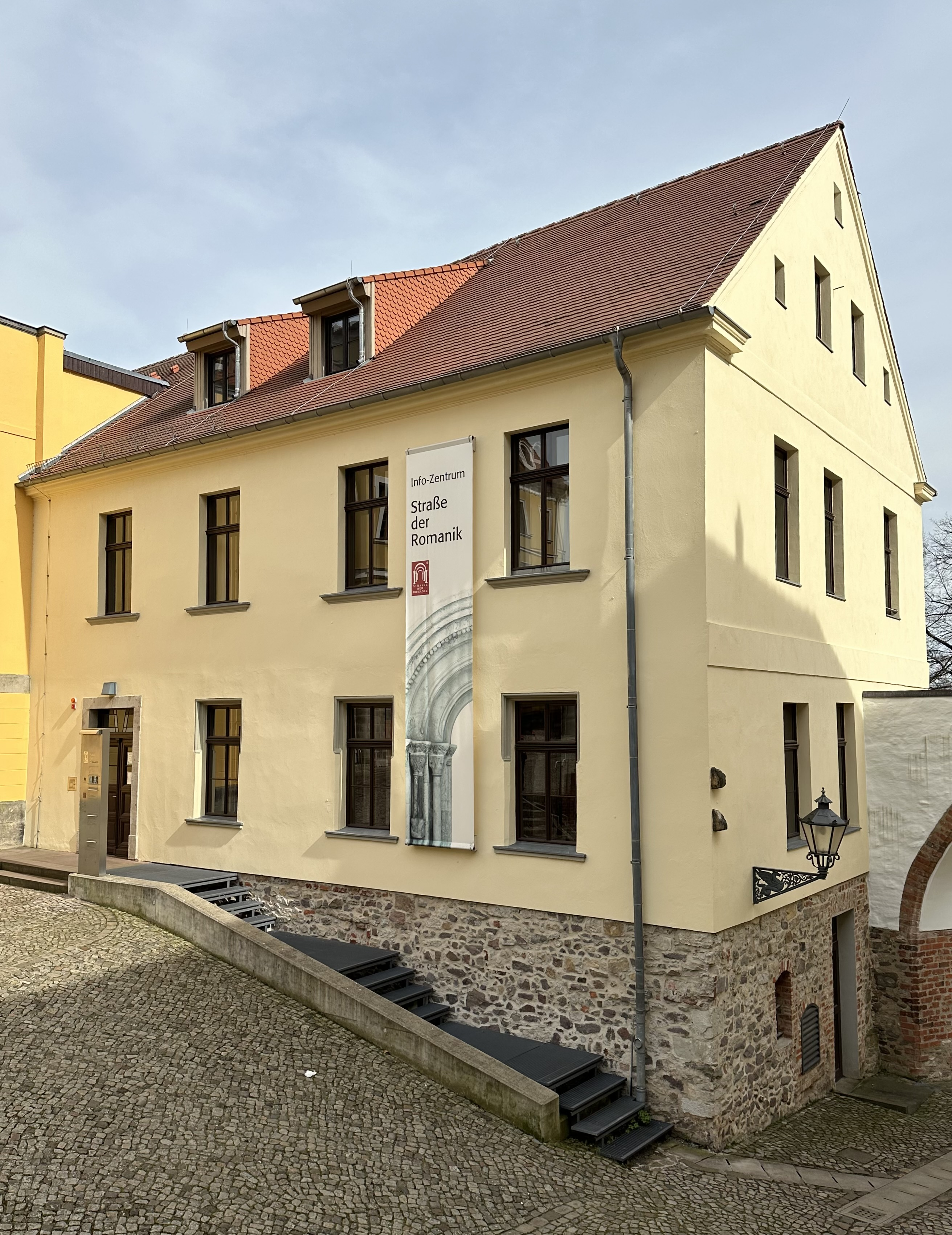
Alte Möllenvogtei, 2024

Die Alte Möllenvogtei ist ein denkmalgeschütztes Gebäude in Magdeburg in Sachsen-Anhalt. Es wird heute als Haus der Romanik genutzt.

## Lage
Das Gebäude befindet sich zurückgesetzt in zweiter Reihe hinter der Neuen Möllenvogtei, der Bebauung der südöstlichen Ecke des Domplatzes in der Magdeburger Altstadt, an der Adresse Domplatz 1b. Nördlich grenzt das Haus an ein Verbindungshaus des gleichfalls denkmalgeschützten, aber jüngeren Komplexes des Königlich Preußischen Stadtschlosses. Unmittelbar südlich des Hauses schließt sich das Stadttor Ausfahrt an der Möllenvogtei an. Östlich des Hauses liegt der Garten der Möllenvogtei.

## Architektur und Geschichte

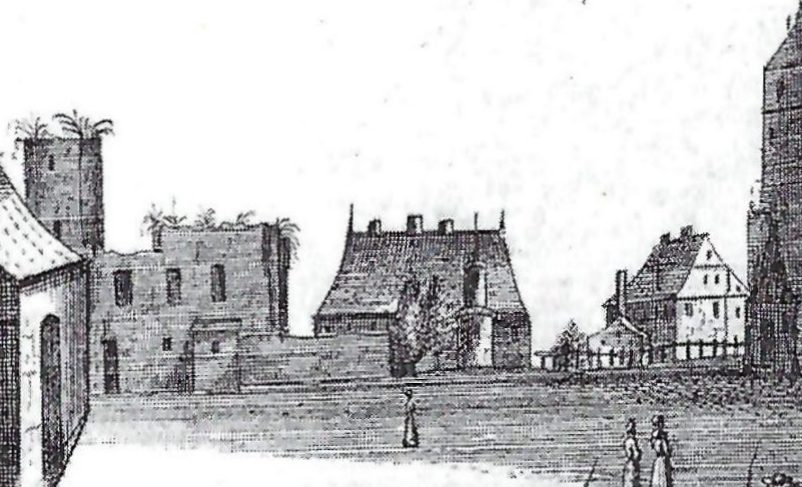
Die Alte Möllenvogtei (Mitte) auf einer Zeichnung aus dem 17. Jahrhundert, Blick von Westen, links Ruine des bischöflichen Palastes, rechts heutiges Haus Remtergang 1

Schon in karolingischer Zeit dürfte der Bereich als Teil eines Wirtschaftshofes bebaut gewesen sein. Der heutige Bau wurde im Jahr 1600 errichtet, geht in seinem Kern jedoch auf das Spätmittelalter zurück. Er war Sitz der Möllenvogtei, der in Vertretung des Erzbischofs tätigen Verwaltung der Stiftsfreiheit. Die Bezeichnung Mölle bezog sich auf eine noch 1432 als Ruine erwähnte, auf dem Wirtschaftshof befindliche Mühle. Ursprünglich befand es sich hinter dem erzbischöflichen Palast. Auf dem Grundstück wirkte der zumindest zwischen 1517 und 1538 tätige Möllenvogt Sebastian Langhans. 1524 wurde auf seine Kammer geschossen.
Das zweigeschossige verputzte Gebäude, mit längsrechteckigen Grundriss, ruht auf zwei hohen gewölbten Kellergeschossen, die noch aus der Zeit der Gotik stammen und als Gefängnis genutzt worden waren. Die Westfassade ist vierachsig, die nach Osten ausgerichtete rückseitige Fassade sieben- bzw. achtachsig ausgeführt. Bedeckt ist der Bau mit einem Satteldach.
Bei der Zerstörung der Stadt Magdeburg im Jahr 1631 blieb das Haus unbeschädigt, verfiel dann jedoch in den nächsten Jahren, da es herrenlos war. Der 1631 geflohene Möllenvogt Barthold Struve kehrte erst 1636 zurück. Bis 1638 wurde das Haus wieder instand gesetzt. Weitere bekannte hier wirkende Möllenvögte waren Heinrich Dürfeld und Johann Christian von Dürfeld. 
1744 war die etwas weiter westlich gelegene Neue Möllenvogtei als Erweiterung entstanden. Im 18./19. Jahrhundert wurden die oberen Geschosse deutlich verändert. So galt der Möllenhof in der Zeit um 1795 als baufällig. Bei der Erneuerung wurde das oberste Stockwerk des Hauses entfernt.
1997 wurde das Haus renoviert.
Im Denkmalverzeichnis des Landes Sachsen-Anhalt ist die Vogtei unter der Erfassungsnummer 094 70399 als Baudenkmal verzeichnet.
Das Gebäude ist einer der ältesten noch erhaltenen Profanbauten der Magdeburger Altstadt und verfügt als einer von wenigen noch über eine spätmittelalterliche Bausubstanz. Sowohl stadtgeschichtlich als auch städtebaulich ist die Alte Möllenvogtei im Zusammenhang mit dem benachbarten Magdeburger Dom von großer Bedeutung.